# Koúpa
Koúpa är en ort i Grekland.   Den ligger i prefekturen Nomós Kilkís och regionen Mellersta Makedonien, i den norra delen av landet, 400 km norr om huvudstaden Aten. Koúpa ligger 673 meter över havet och antalet invånare är 104.
Terrängen runt Koúpa är huvudsakligen kuperad, men söderut är den bergig. Runt Koúpa är det ganska glesbefolkat, med 21 invånare per kvadratkilometer. Närmaste större samhälle är Polýkastro, 19,6 km öster om Koúpa. I omgivningarna runt Koúpa växer i huvudsak blandskog.